# Rhynchosia prostrata
Rhynchosia prostrata är en ärtväxtart som beskrevs av Townshend Stith Brandegee. Rhynchosia prostrata ingår i släktet Rhynchosia och familjen ärtväxter. Inga underarter finns listade i Catalogue of Life.